# Goodbye, Emmanuelle!
A Goodbye, Emmanuelle!, más címen Emmanuelle 3., eredeti francia címén Good-bye, Emmanuelle 1977-ben bemutatott színes francia erotikus (gyakran szoftpornónak besorolt) film, az Emmanuelle-sorozat harmadik darabja, François Leterrier rendezésében, Sylvia Kristel, Umberto Orsini és Jean-Pierre Bouvier főszereplésével, Emmanuelle Arsan thai–francia írónő regényei alapján. Magyarországon 1990-ben kábeltelevíziós hálózatokban ill. DVD-n került forgalomba. Zenéjét Serge Gainsbourg szerzette.
A cím írásmódja változatos. Előfordul Goodbye/Good-bye változatokban, vesszővel, felkiáltójellel és írásjelek nélkül, különféle kombinációkban.

## Cselekmény
Emmanuelle és férje, Jean több év óta szabados életet élnek a Seychelle-szigeteken, szexuális játékaikba a bennszülött Angélique-ot is bevonják. Csatlakozik hozzájuk egy ismerős házaspár, Guillaume und Clara, továbbá Chloe festőművésznő, Jeannak korábbi, elhagyott szeretője, valamint más ismerőseik, így Gerard és barátnője, Vanessa, a stewardess. A régi és új ismeretségekből új flörtök és szexuális viszonyok születnek, ez féltékenységet ébreszt azokból, akik kimaradtak ebből. Florence férje, Michel egész éjszakás csoportszexet folytat Emmanuelle-lel, Jean-nal és Chloe-val. Jean meglepetés-ajándékot hoz Emmanuelle-nek, egy svéd férfit, akivel Emmanuelle egy szigeten szeretkezik, ezt Grégory Perrin operatőr „véletlenül” filmre veszi, utána kifogásolja Emmanuelle kicsapongó viselkedését, és erkölcstelen szajhának nevezi Emmanuelle-t.
Emmanuelle megismerkedik és flörtöl egy fiatal turistalánnyal, Cécile-lel és annak leszbikus barátnőjével, Dorothée-val. Egy hajókiránduláson mindent megbocsát Grégory-nak, emiatt összevész férjével, Jeannal, aki úgy érzi, Grégory sértő megjegyzései az ő megszokott, gátlástalanul szabados életmódjukat kérdőjelezik meg. Jean és Grégory összeverekszenek, éjjel Emmanuelle megszökök Grégoryval. Egymáséi lesznek. Párizsba akarnak utazni, Grégory azonban egyedül repül el. Emmanuelle először azt hiszi, a férfi elhagyta őt, de rájön, hogy férje, Jean manipulálta Grégoryt. Emmanuelle úgy dönt, végleg elhagyja Jeant, és követi Grégoryt Párizsba. Indulás előtt Chloét felkéri, hogy Jean ágyában foglalja el az ő helyét.

## Szereposztás
| Szerep                         | Színész                 | Magyar hangja      |
| ------------------------------ | ----------------------- | ------------------ |
| Emmanuelle                     | Sylvia Kristel          | Kisfalvi Krisztina |
| Jean, Emmanuelle férje         | Umberto Orsini          | Juhász György      |
| Angélique                      | Radiah Frye             | N/A                |
| Chloe                          | Charlotte Alexandra     | N/A                |
| Florence                       | Olga Georges-Picot      | N/A                |
| Michel Cordier, Florence férje | Jacques Doniol-Valcroze | N/A                |
| Grégory Perrin, filmes         | Jean-Pierre Bouvier     | Mihályi Győző      |
| A svéd férfi                   | Bob Asklöf              | N/A                |
| Christopher                    | Frédéric Lagache        | N/A                |
| Cécile                         | Caroline Laurence       | N/A                |
| Dorothée                       | Alexandra Stewart       | N/A                |
| Clara                          | Sylvie Fennec           | N/A                |
| Guillaume, Clara férje         | Erik Colin              | N/A                |

## Gyártás
A Goodbye, Emmanuelle filmet eredetileg a háromrészesre tervezett Emmanuelle-sorozat utolsó, befejező darabjának tervezték, az 1974-es Emmanuelle és az 1975-ös Emmanuelle 2. után.  A Seychelle-szigeteken, La Digue szigeten forgatták. Több év szünet után, 1984-ben Francis Leroi rendező mégis előállt az Emmanuelle 4. című szoftpornó filmmel, amelyben Emmanuelle szerepét a fiatal Mia Nygrennek adta, Sylvia Kristelnek már csak másodlagos szerep jutott.

## Forgalmazás
A filmet először Nyugat-Németországban, Hollandiában, Finnországban és az Egyesült Államokban mutatták be. A francia mozik 1978-tól vetítették, Parafrance és a Warner-Columbia Film forgalmazásában. Az 1980-as évek elején ez lett az új, független Miramax Films Egyesült Államokban forgalmazott első filmje. A forgalmazási jogokat Harvey Weinstein szerezte meg a producertől a cannes-i fesztiválon. Később a Cinemax és Showtime televíziós hálózatok késő esti, felnőtt műsorai között kapott helyet.

## Fogadtatás
Vegyes kritikákat kapott. A csodálatos természeti környezetbe helyezett cselekményt egysíkúnak, a szövevényes szexjelenek mennyiségét túlzottnak, öncélúnak látták. A The New York Times kritikusa, John Corry szerint az Emmanuelle-filmek forgatási helyszínei mindig nyerőek, de a szex-jelenetek hosszadalmasak, unalmasak („wearisome”), mintha ez lenne a rendező rögeszméje.
A német Nemzetközi Filmlexikon a filmet így foglalja össze: „végtelenül unalmas szexfilm unalmas gazdagokról, akik unatkoznak.”